# 澳門三十行動聯盟
澳門三十行動聯盟，簡稱三十行動，成立於2010年10月20日，為澳門已不存在的建制派政治组织。该组织以發佈網路諷刺短片及文章為主，亦會組織會員出席公開論壇。會長高岸峰，理事長湯榮耀，2013年3月12日宣佈參選澳門第五屆立法會選舉成為第18組，結果以總得票1642票敗選。
在2017年澳門立法會選舉中，高岸峰在其臉書帳號建議支持者轉投澳門工會聯合總會創建的同心協進會；在2021年澳門立法會選舉，高岸峰成為同心協進會組別參選人。

## 关于组织

### 宗旨
1. 本著民主自由的精神，推動澳門政治改革及社會發展；
2. 建立參與社會的平台，提升居民對澳門和國家的歸屬感，建構公民社會；
3. 提倡獨立思考、科學分析、理性討論、積極參與的社會風氣。

### 会名
會名「三十」的意思，源於《論語‧為政》的「三十而立」，其一是指一個人到了三十歲，要有承擔社會責任的覺悟；其二是指二十至五十歲之間的人生黃金三十年，在三十年間發光發亮。

### 會徽
會徽由閃電與圓圈組成的阿拉伯數字「30」。閃電象徵行動迅速高效確到位；圓圈代表接納與包容，亦代表圓桌會議的公平與民主精神；藍色代表天空和大海，有海闊天空，包容萬物之意。白色的閃電與圓圈代表純潔與清廉。

## 主要活动

### 網路諷刺影片
三十行動自2010年10月起製作了不少諷刺澳門時弊的網絡諷刺短片，其中以《吹水茶餐廳》、《政經小喇叭》、《超級凸手搭錯線》等諷刺短片較廣為人知。

### 網絡電台
三十行動於2011年9月-2014年6月在開設網絡直播節目《三十網絡電台LIVE》。

## 外部連結
- 三十行動網誌 （页面存档备份，存于）
- YouTube上的澳門三十行動聯盟頻道
- 澳門三十行動聯盟章程-印務局